# Maryla Biedermann
Maryla Biedermann, właśc. Maryla Kaiserbrecht, ps. „Lili” (ur. 9 marca 1914 w Łodzi, zm. 24 stycznia 1945 tamże) – polska działaczka niepodległościowa niemieckiego pochodzenia.

## Życiorys
Maryla Biedermann pochodziła z rodziny o korzeniach niemieckich przybyłej na ziemie polskie w XVIII w., była córką Bruno Biedermanna – łódzkiego fabrykanta, właściciela rodzinnych zakładów „R. Biedermann”, żołnierza wojska polskiego w stopniu kapitana i doktora filozofii i socjologii gospodarczej oraz Luizy z domu Stegmann. Miała siostrę Adalisę Klarę (ur. 1911).
Ukończyła gimnazjum Z. Pętkowskiej i W. Macińskiej w Łodzi, następnie kontynuowała edukację w szkołach dziewczęcych w Wielkiej Brytanii i w Wiedniu. Była również członkinią Łódzkiego Klubu Jazdy Konnej, służyła w harcerstwie, a także uczestniczyła w Przysposobieniu Obronnym Kobiet.
Po wybuchu II wojny światowej brała udział w akcjach pomocy mieszkańcom Łodzi oraz rannym żołnierzom. Działała również w Komitecie Pomocy Polskim Więźniom Radogoszcza w listopadzie i grudniu 1939, w którym poznała Alfreda Kaiserbrechta – przyszłego męża. Wraz z nim działała w ruchu podziemnym w Związku Walki Zbrojnej (ZWZ), Służbie Zwycięstwu Polski (SZP) i Armii Krajowej (AK).
W lipcu 1940 wyjechała z Łodzi w celu uniknięcia podpisania volkslisty, co też uczynił jej ojciec w obawie o życie i majątek. Wyjechała do pracy w sklepie konfekcyjnym w Sosnowcu, do którego nie dotarła. Zatrzymała się w Kamieńsku u przyjaciółki, gdzie wyrobiła fałszywe dokumenty. Następnie przeniosła się do Radomia gdzie podjęła pracę maszynistki, posługując się fałszywym nazwiskiem wyszła za Alfreda Kaiserbrechta w trakcie tajnego ślubu, jednocześnie zmieniając wyznanie z ewangelickiego na rzymskokatolickie. W Radomiu małżeństwo brało udział w Akcji N, uczestnicząc w tłumaczeniu i tworzeniu ulotek o charakterze antyhitlerowskim, przeznaczonych dla Niemców. 12 kwietnia 1942 aresztowano ją wraz z mężem, w związku z podejrzeniami o zaangażowanie w działalność ruchu oporu po odwiedzinach znajomych z Łodzi. W radomskim więzieniu małżonkowie przebywali kilka miesięcy, gdzie byli torturowani oraz odmówili podpisania volkslisty. Następnie zostali przeniesieni do więzienia na Pawiaku w Warszawie gdzie podpisali volkslistę za zgodą dowództwa Armii Krajowej, po czym zostali przeniesieni do więzień w Łodzi – Maryla Biedermann trafiła do więzienia przy ul. Gdańskiej, skąd została wypuszczona, chora na błonicę – 19 listopada 1942. Po wyjściu z aresztu wzięła oficjalny ślub cywilny z Kaiserbrechtem.
Marylę Biedermann aresztowano ponownie 27 września 1943, co miało związek z aresztowaniem kuzyna Maryli – Zygmunta Lorentza organizującego tajne nauczanie w Łodzi. W więzieniu przy ul. Gdańskiej 13 w Łodzi ponownie poddawano ją torturom w celu wyjawienia informacji nt. konspiracji. 17 stycznia 1945 doszło to ewakuacji więźniarek związanej ze zbliżającą się do Łodzi Armią Czerwoną, w trakcie której Biedermann uciekła w okolicach Pabianic. Po pobycie w więzieniu była chora na gruźlicę oraz miała krwotoki z płuc.

### Śmierć
Rodzina Biedermannów w związku z wkroczeniem Armii Czerwonej i Ludowego Wojska Polskiego do Łodzi została zobligowana do opuszczenia pałacu w ciągu godziny biorąc ze sobą wyłącznie przedmioty, które zmieszczą się w walizce. W wyniku wstawiennictwa robotników fabryki Biedermanna dano im 24 godziny na opuszczenie domu.
Maryla Biedermann została zastrzelona strzałem w skroń wraz z matką, przez swojego ojca, który następnie popełnił samobójstwo, pozostawiając list o treści: „zabiłem strzałami z rewolweru żonę i córkę. Pochowajcie nas w ogrodzie. Nie rabować naszego prywatnego majątku w mieszkaniu, a podzielić sprawiedliwie, godz. 16". Ich ciała znaleziono 25 stycznia 1945, a następnie pochowano w ogrodzie przypałacowym. Ich szczątki odnaleźli robotnicy wiosną 1977 podczas prac ziemnych przy budowie podziemnej sieci telefonicznej doprowadzanej do przedszkola urządzonego w pałacu Bidermannów. Zwłoki poddano ekshumacji i pochowano w rodzinnym grobowcu na Starym Cmentarzu w jego części ewangelickiej.

### Upamiętnienie
W 2019 odnaleziono obraz Wacława Dobrowolskiego namalowany w 1928, przedstawiający jedną z 2 sióstr – Marylę lub Adalisę. W 2021 Telewizja Polska podjęła prace związane ze stworzeniem filmu dokumentalnego nt. Maryli Biedermann, pt. „Wybrała Polskę”.